# Salvador Agra
Salvador José Milhazes Agra (Vila do Conde, 11 de novembro de 1991) é um futebolista profissional português que atua como avançado. Atualmente, defende o Boavista.

## Carreira
Salvador Agra fez parte do elenco da Seleção Portuguesa de Futebol nos Jogos Olímpicos de Verão de 2016.

## Estatísticas
Atualizado até 16 de agosto de 2021.

### Clubes
| Equipe            | Temporada         | Campeonato nacional | Campeonato nacional | Campeonato nacional | Copa nacional[a] | Copa nacional[a] | Copa nacional[a] | Competições continentais[b] | Competições continentais[b] | Competições continentais[b] | Outros torneios[c] | Outros torneios[c] | Outros torneios[c] | Total | Total | Total   |
| Equipe            | Temporada         | Jogos               | Gols                | Assist.             | Jogos            | Gols             | Assist.          | Jogos                       | Gols                        | Assist.                     | Jogos              | Gols               | Assist.            | Jogos | Gols  | Assist. |
| ----------------- | ----------------- | ------------------- | ------------------- | ------------------- | ---------------- | ---------------- | ---------------- | --------------------------- | --------------------------- | --------------------------- | ------------------ | ------------------ | ------------------ | ----- | ----- | ------- |
| Tondela           | 2020–21           | 31                  | 3                   | 3                   | —                | —                | —                | —                           | —                           | —                           | —                  | —                  | —                  | 31    | 3     | 3       |
| Tondela           | 2021–22           | 2                   | 0                   | 0                   | 1                | 0                | 0                | —                           | —                           | —                           | —                  | —                  | —                  | 3     | 0     | 0       |
| Tondela           | Total             | 33                  | 3                   | 3                   | 1                | 0                | 0                | 0                           | 0                           | 0                           | 0                  | 0                  | 0                  | 34    | 3     | 3       |
| Total na carreira | Total na carreira | 33                  | 3                   | 3                   | 1                | 0                | 0                | 0                           | 0                           | 0                           | 0                  | 0                  | 0                  | 34    | 3     | 3       |

- a. ^ Jogos da Taça de Portugal e Taça da Liga
- b. ^ Jogos da Liga Europa da UEFA
- c. ^ Jogos do Amistoso